# James Gray (réalisateur)
 (février 2011).
Si vous disposez d'ouvrages ou d'articles de référence ou si vous connaissez des sites web de qualité traitant du thème abordé ici, merci de compléter l'article en donnant les références utiles à sa vérifiabilité et en les liant à la section « Notes et références ».
Pour les articles homonymes, voir James Gray et Gray.
James Gray, né le 14 avril 1969 à New York, est un réalisateur, scénariste et producteur américain.

## Biographie

### Origines
La famille paternelle de James Gray est originaire de l'Empire russe, d'Ostropol (en), Ukraine occidentale. Elle fuit la guerre civile en 1920 pour s'établir à New York. Son arrière-grand-père paternel est mort assassiné par les Cosaques à l'époque des pogroms tsaristes. Ses grands-parents, les Greyzerstein, parlent russe et yiddish, à peine l'anglais. Leur nom est anglicisé en « Gray » à leur arrivée à Brooklyn en 1923.
Sa mère, Américaine de la classe moyenne, meurt quand il a 19 ans. Il en garde un souvenir mitigé : entre regrets de ne pas l'avoir plus connue, et rejet de son ambition sociale. Son père, diplômé d'un doctorat en génie électrique, enseigne à New York, puis il tente sa chance en créant une société, mais s'endette et fait faillite. Peu après, il remonte une entreprise de sous-traitance pour le métro de New York, qui échoue encore rapidement. Une expérience qui influencera la réalisation de The Yards. De là, Gray va se passionner pour les losers, ceux qui ne se convertissent pas au rêve américain : les mafieux, les immigrés, les pauvres, les déclassés, ceux pour qui l'ascenseur social reste en panne.

### Jeunesse
Gray est un jeune homme taciturne, qui n'aime pas l'école et la déserte dès l'âge de 13 ans pour aller voir des films au cinéma, au grand dam de ses parents. L'adolescent se passionne en effet pour le cinéma, avec notamment Apocalypse Now de Coppola, Raging Bull de Scorsese, ou plus généralement l'œuvre de Steven Spielberg, le cinéma américain des années 1960-70 et le cinéma européen d'après-guerre : Fellini, Visconti, la Nouvelle Vague française, etc. Grand lecteur, il lit beaucoup sur l'histoire du cinéma, mais aussi de la littérature russe du XIXe siècle (Tolstoi, Dostoievski…), des grands classiques anglais (comme l'œuvre entière de Shakespeare), ou encore, très tôt, Émile Zola (notamment Germinal). Ces influences cinématographiques et littéraires se retrouveront dans son œuvre.
À son arrivée à New-York, sa famille emménage à Little Odessa, quartier des Russes et Ukrainiens juifs de New-York, mais il grandit dans le Queens, un quartier plutôt pauvre et morose, loin de Manhattan. Il fait la connaissance de Little Odessa en fréquentant des jeunes filles qui y habitent, et il profite de la particularité permissive du quartier pour s'y saouler en liberté. Il étudie à l'école de cinéma de l'Université de Californie du Sud, où son film d'études, Cowboys and Angels, lui permet d'attirer l'attention du producteur Paul Webster (en), qui l'encourage à écrire un scénario qu'il puisse produire.

### Révélation critique

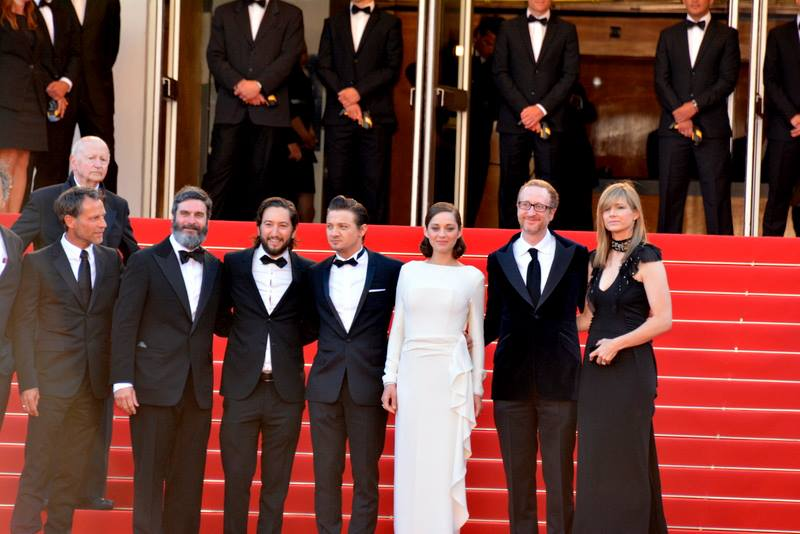
Le cinéaste entouré de son équipe de The Immigrant, au Festival de Cannes 2013.

Gray s'attelle à la tâche et sort en 1994 — il a alors 25 ans — son premier long métrage : Little Odessa, un film noir sur un tueur retournant dans son quartier natal de Brighton Beach où il est confronté à son jeune frère. Avec ce film, Gray remporte le lion d'argent à la Mostra de Venise.
En 2000, il sort son second long métrage : The Yards qui décrit, à la limite du film noir, les relations quasi-mafieuses dans les entreprises du métro new-yorkais. Mais le film est un échec commercial. Ses relations avec ses producteurs s'étant détériorées, il doit attendre 7 ans avant de pouvoir réaliser son troisième long métrage La nuit nous appartient, sorte de transposition dans le milieu de la police des tensions décrites dans son précédent film. Le succès du film lui permet de concrétiser un autre projet en 2008, d'un genre complètement différent : Two Lovers, qui n'est pas une comédie romantique comme on pourrait le croire au premier abord, mais plutôt un « thriller romantique » qui nous conte l'histoire d'un jeune homme sous l'influence de deux relations amoureuses simultanées et radicalement opposées.

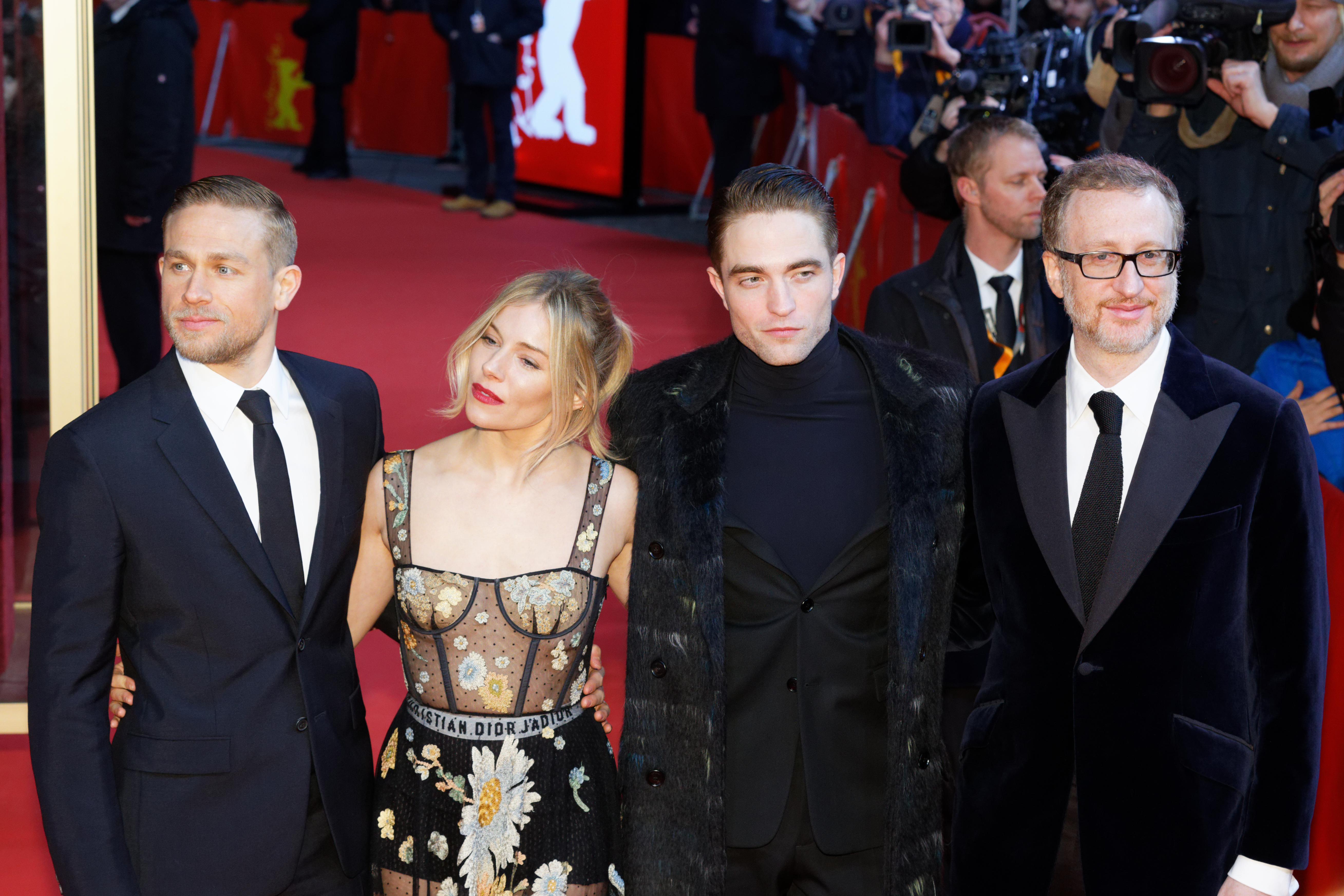
Le cinéaste entouré de son équipe de The Lost City of Z, à la Berlinale 2017.

Il revient en 2013 avec The Immigrant avec Marion Cotillard, Joaquin Phoenix et Jeremy Renner dans les rôles principaux. Ce film raconte l'histoire d'une immigrante polonaise qui veut découvrir le rêve américain mais qui se retrouve contrainte de se prostituer. C'est la première fois que James Gray écrit un premier rôle pour une femme.
En 2016, le cinéaste enchaîne avec un projet ambitieux, l'éloignant de New York et de son registre habituel : l'adaptation The Lost City of Z, avec Charlie Hunnam, Robert Pattinson, et Sienna Miller. Le film est présenté en séance spéciale durant la Berlinale 2017.
En 2017, il se lance dans un nouveau projet ambitieux qui est un film de science-fiction intitulé Ad Astra, avec Brad Pitt, Tommy Lee Jones, Ruth Negga, Donald Sutherland et Jamie Kennedy. C'est la deuxième fois que la société de production Plan B produit un film de Gray après The Lost City of Z. James Gray annonce lors de la promotion qu'il n'a pas pu avoir le final cut pour ce long-métrage.
En 2020, il annonce que son prochain film sera un drame situé dans le Queens des années 1980 intitulé Armageddon Time. Cate Blanchett, Robert De Niro, Oscar Isaac, Anne Hathaway et Donald Sutherland sont annoncés au casting. Finalement, seule Anne Hathaway sera officiellement confirmée au casting aux côtés d'Anthony Hopkins et Jeremy Strong. Le film est présenté en compétition au Festival de Cannes 2022. C'est lors de la campagne promotionnelle de ce film que James Gray revient sur la perte du final cut d'Ad Astra. Selon lui, cet épisode a en effet remis en cause la poursuite de sa carrière et sa volonté de faire des films.
D'après un article de Deadline publié en octobre 2022, James Gray devrait réaliser un biopic sur John Fitzgerald Kennedy intitulé Mayday. Bill Skarsgård devrait incarner le rôle principal. Cependant, le projet est mis en stand-by lorsqu'il annonce tourner finalement un thriller policier intitulé Paper Tiger dans lequel il dirige Adam Driver, Miles Teller et Scarlett Johansson. Le tournage est prévu pour le début d'année 2025.

### Festivals
Grand habitué du Festival de Cannes, puisqu'il y a présenté cinq films en compétition (The Yards en 2000, La nuit nous appartient en 2007, Two Lovers en 2008 et The Immigrant en 2013, Armageddon Time en 2022), James Gray a fait partie du jury officiel 2009 présidé par Isabelle Huppert. Le président du jury de la section Cinéfondation et courts métrages n'est autre que John Boorman, qui présidera le 12e Festival de Marrakech en 2012. Le rapport de James Gray au Festival de Cannes est cependant très complexe. Disant lui-même qu'il y reçoit très souvent un accueil au mieux mitigé, le réalisateur affirme ne plus vouloir y retourner après la sortie de Two Lovers. Il s'y rend cependant pour la sortie de The Immigrant puis d'Armageddon Time par volonté de son distributeur.
Du 30 novembre 2012 au 8 décembre 2012 il fait partie du jury 12e Festival international du film de Marrakech. Le jury est présidé par John Boorman, et dans lequel on retrouve notamment Lambert Wilson, Marie-Josée Croze ou encore Gemma Arterton.
Du 8 au 17 novembre 2013 il est président du jury du 8e Festival international du film de Rome.
En 2018, il est président du jury au Festival international du film de Marrakech après en avoir été membre en 2012.
En 2024, il est membre du jury du 81e Festival de Venise, présidé par Isabelle Huppert (qu'il retrouve après le Festival de Cannes 2009).

## Analyses

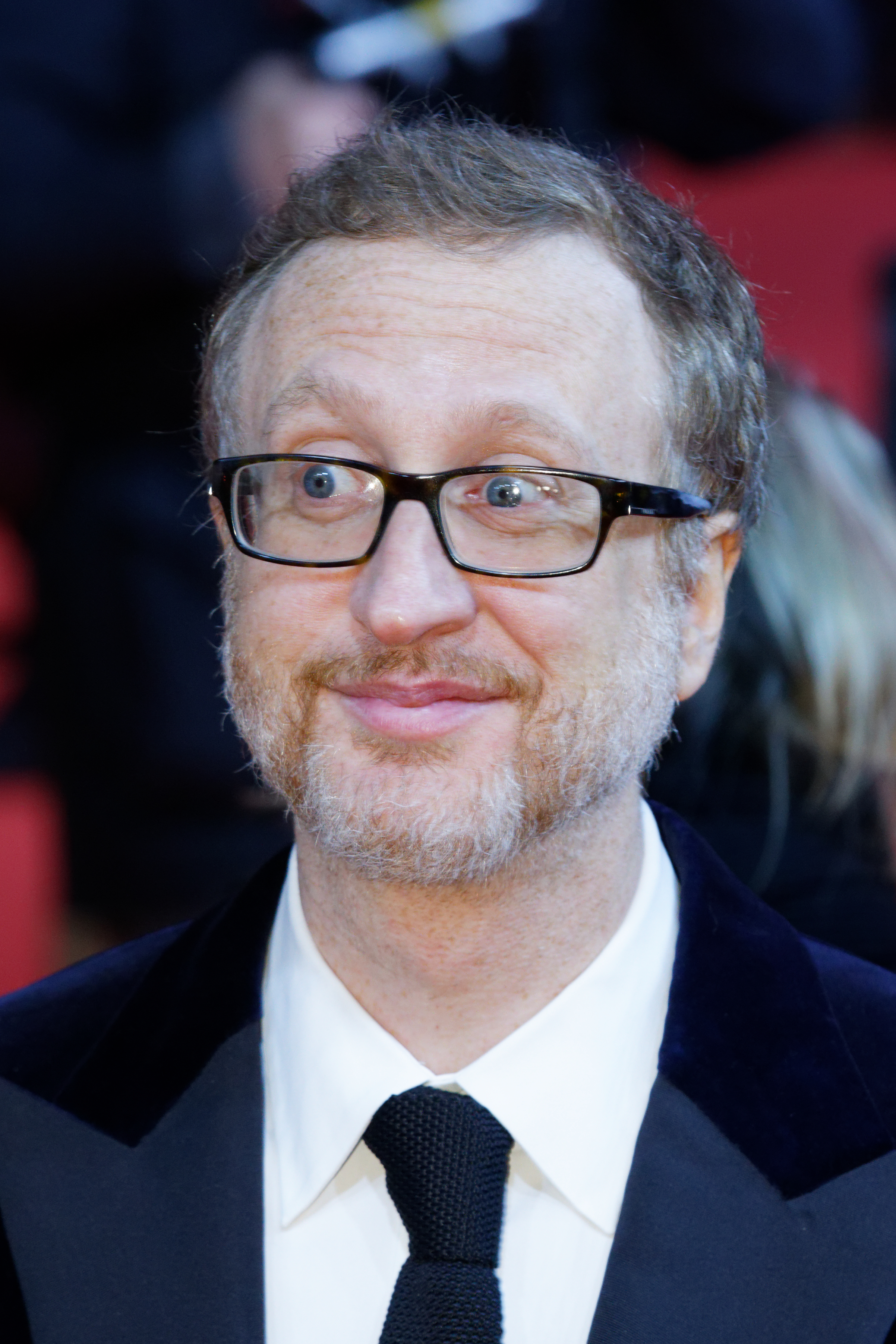
James Gray, en 2017, lors l’avant-première au Zoo Palast de Lost City Of Z dans le cadre du festival de la Berlinale

L’œuvre de James Gray jouit d'une reconnaissance critique plus grande en Europe qu'aux États-Unis. Comme l'explique Didier Péron, critique à Libération :

« James Gray, depuis Two Lovers, fait vraiment du cinéma très intimiste, européen, il cite Bresson, Dreyer, il ne cite pas Scorsese. Il n’est pas connu aux États-Unis, n’est pas dans la « liste A » pour faire des « gros trucs ». Il n’a jamais eu de succès aux États-Unis et il est regardé comme quelqu’un de dangereux. Il n’est pas ironique, il déteste l’action, l’esbroufe. Il parle aux adultes, pas aux ados, c’est un fan d’opéras et de romans russes. C’est un cinéaste qui, pour les Américains, est très surestimé en Europe. Ils ne comprennent pas. »

Le cinéma de James Gray se démarque notoirement de la production américaine actuelle : il filme, exclusivement dans les faubourgs de New York qui l'ont vu grandir, des sujets qu'il écrit et dans lesquels l'habituelle individualité du héros est souvent moins importante que le milieu dans lequel celui-ci évolue (famille, mafia, police…). Même lorsque l'action se situe de nos jours, les décors, les filtres appliqués à l'objectif de la caméra imposent une perception à la fois vieillie et intemporelle. Le rapport au corps et la façon de se mouvoir des personnages de James Gray sortent des conventions usuelles, pour en toucher au plus près les personnalités, en reflétant émois, fragilités, mal-être ou manque d'assurance.[réf. souhaitée]
Autre caractéristique de ce cinéma, celle de s'appuyer sur un groupe d'acteurs fidèles, au cœur duquel se trouvent Joaquin Phoenix et Mark Wahlberg, et sur de grands noms du cinéma dans les seconds rôles : Vanessa Redgrave et Maximilian Schell dans Little Odessa (1994), James Caan, Ellen Burstyn et Faye Dunaway dans The Yards (2000), Robert Duvall dans La nuit nous appartient (2007), Isabella Rossellini dans Two Lovers (2008), Franco Nero dans The Lost City of Z (2017), Donald Sutherland et Tommy Lee Jones dans Ad Astra (2019), Anthony Hopkins dans Armageddon Time (2022).
Enfin, ses films posent toujours la question du choix. Choix entre le bien et le mal (La nuit nous appartient, et The Yards), entre deux femmes (Two Lovers), entre le milieu d'origine et celui extérieur (Little Odessa, Armageddon Time). Ces choix étant souvent mêlés à une famille toujours présente (Little Odessa, The Yards, La nuit nous appartient, Armageddon Time).
Une autre particularité qui revient tout au long de l'œuvre du cinéaste est la figure du père. Dans la revue de cinéma La Septième Obsession, il s'explique longuement sur cette figure récurrente :

« Il est difficile pour moi de l'expliquer. (...) Les relations humaines les plus centrales dans nos vies sont celles qui unissent père et mère ou frère et sœur, auxquelles on pourrait ajouter les liens du mariage. Pour une histoire destinée à être adaptée en film, on ne dispose que de deux ou trois heures, il y a donc une urgence. Cela nous force à identifier de façon claire et instantanée les relations en jeu. (...) On essaie toujours d'écrire quelque chose de personnel pour être en mesure d'établir une connexion émotionnelle avec le sujet et si les faits du récit ne sont pas autobiographiques, ils peuvent se révéler l'être bien plus tard. »

## Nouvelle Vague
James Gray est un grand admirateur de la Nouvelle Vague française, qu'il a découverte avec Les Bonnes Femmes de Claude Chabrol (qui s'est affirmé le « fan numéro un » de James Gray). Il apprécie particulièrement la « proximité des réalisateurs de la Nouvelle Vague avec leurs personnages ». Il considère notamment que la célèbre scène finale des Quatre Cents Coups de François Truffaut est l'une des plus belles fins de l'histoire du cinéma ; il lui rend hommage dans Two Lovers, avec la scène qui montre Joaquin Phoenix marchant sur la plage jusqu'à faire quelques pas dans l'océan.

## Filmographie

### En tant que réalisateur
- 1994 : Little Odessa
- 2000 : The Yards
- 2007 : La nuit nous appartient (We Own the Night)
- 2008 : Two Lovers
- 2013 : The Immigrant
- 2016 : The Lost City of Z
- 2019 : Ad Astra
- 2022 : Armageddon Time

Prochainement
- 2026 : Paper Tiger

### En tant que scénariste
- 1994 : Little Odessa
- 2000 : The Yards
- 2007 : La nuit nous appartient (We Own The Night)
- 2008 : Two Lovers
- 2013 : The Immigrant
- 2013 : Blood Ties, coécrit avec Guillaume Canet
- 2016 : The Lost City of Z
- 2019 : Ad Astra
- 2022 : Armageddon Time

### En tant que producteur
- 2008 : Two Lovers
- 2013 : The Immigrant
- 2013 : Blood Ties de Guillaume Canet
- 2019 : Ad Astra
- 2022 : Armageddon Time

## Opéra
- 2021 : Les Noces de Figaro de Wolfgang Amadeus Mozart, metteur en scène, Opéra royal du château de Versailles et Théâtre des Champs-Elysées à Paris

## Box-office France
| Année | Film                    | Entrées   |
| ----- | ----------------------- | --------- |
| 1995  | Little Odessa           | 187 616   |
| 2000  | The Yards               | 393 149   |
| 2007  | La nuit nous appartient | 863 159   |
| 2008  | Two Lovers              | 835 400   |
| 2013  | The Immigrant           | 322 576   |
| 2017  | The Lost City of Z      | 377 182   |
| 2019  | Ad Astra                | 1 008 268 |
| 2022  | Armageddon Time         | 396 029   |

## Distinctions

### Récompenses
- 1994 : Critics Award Festival du cinéma américain de Deauville pour Little Odessa
- 1994 : Lion d'argent à la Mostra de Venise pour Little Odessa[27]

### Nominations et sélections
Festival de Cannes
- Festival de Cannes 2000 : Sélection officielle pour The Yards
- Festival de Cannes 2007 : Sélection officielle pour La nuit nous appartient
- Festival de Cannes 2008 : Sélection officielle pour Two Lovers
- Festival de Cannes 2013 : Sélection officielle pour The Immigrant
- Festival de Cannes 2022 : Sélection officielle pour Armageddon Time

Mostra de Venise
- Mostra de Venise 1994 : Sélection officielle pour Little Odessa
- Mostra de Venise 2019 : Sélection officielle pour Ad Astra

César du cinéma
- César 2008 : Meilleur film étranger pour La nuit nous appartient
- César 2009 : Meilleur film étranger pour Two Lovers

Independent Spirit Awards
- 1996 : Meilleur premier film et meilleur scénario pour Little Odessa
- 2010 : Meilleur réalisateur pour Two Lovers

### Hommage
Une rétrospective lui est consacrée à la Cinémathèque française en 2019.

## Sources
- Interview Télérama 18 octobre 2009
- Reportage vidéo de Gianni Collot intitulé La nuit lui appartient
- Hommage à Chabrol de James Gray, Arte TV